# Уэбстер, Грэди Линдер
Грэ́ди Ли́ндер Уэ́бстер (англ. Grady Linder Webster; 14 апреля 1927, Эйда, Оклахома — 27 октября 2005, Калифорния или Дейвис, Калифорния) — американский ботаник-систематик.

## Биография
Родился 14 апреля 1927 года в городе Эйда в Оклахоме в семье Грэди Уэбстера и Айрины Лойс Хёрд. Вскоре семья переехала в Остин, где, будучи школьником, Грэди находился под влиянием ботаника Фреда Баркли. Поступил в Стэнфордский университет, служил в американском флоте. В 1949 году окончил Техасский университет в Остине, после чего перешёл в Мичиганский университет.
В 1951—1953 Уэбстер путешествовал по Кубе, собирал для гербария образцы растений рода Филлантус. В 1954 году под руководством профессора Роджерса Макво защитил диссертацию на соискание степени доктора философии. Затем работал в Гарвардском университете вместе с Ирвингом Уидмером Бэйли.
В 1956 году Грэди Линдер Уэбстер женился на Барбаре Энн Донахью, готовившей диссертацию по морфологии орляка обыкновенного. С 1958 года Уэбстер был ассистент-профессором Университета Пердью. В 1959 году он путешествовал по Малым Антильским островам.
Грэди Уэбстер в 1964 году стал обладателем Стипендии Гуггенхайма и отправился в Утрехтский университет. В 1965 году посетил Доминику и Ямайку. С 1966 года Уэбстер был профессором ботаники в Калифорнийском университете в Дэвисе.
В 1970-х и 1980-х Уэбстер путешествовал по Мексике, Эквадору, Перу, Венесуэле, Бразилии, Суринаму, Пакистану, Африке, Австралазии. В 1993 году ушёл на пенсию.
В 1994 году Грэди Уэбстер стал обладателем серебряной медали Энглера Международной ассоциации по таксономии растений за монографию семейства Молочайные.
В августе 2005 года Грэди Уэбстер стал обладателем Награды Эйсы Грея Американской ассоциации систематиков растений. 27 октября 2005 года Грэди Линдер Уэбстер скончался.
В 2006 году президент Ботанического общества Америки Барбара Донахью Уэбстер и профессор истории искусств Сьюзан Верди Уэбстер, вдова и дочь Грэди Уэбстера, учредили Награду Грэди Л. Уэбстера, совместную награду Ботанического общества Америки и Американского общества систематиков растений. Первыми награждёнными была группа ботаников за статью по размножению Lacandonia schismatica из семейства Триурисовые.

## Некоторые публикации
- Webster, G.L. A monographic study of the West Indian species of Phyllanthus. — Cambridge, MA, 1956—1958.
- Webster, G.L.; Rhode, R.M. Plant Diversity of an Andean Cloud Forest. — Berkeley, CA, 2001. — 253 p. — ISBN 0-520-91593-3.
- Webster, G.L.; Bahre, C.J. Changing Plant Life of La Frontera. — Albuquerque, NM, 2001. — 260 p. — ISBN 0-8263-2239-5.

## Некоторые виды, названные в честь Г. Уэбстера
- Acalypha websteri Cardiel, 2000
- Ageratina websteri H.Rob., 2003
- Alchornea websteri Secco, 2004
- Ardisia websteri Pipoly, 1996
- Calyptranthes websteri B.Holst & M.L.Kawas., 2008
- Clibadium websteri H.Rob., 1997
- Croton websteri Mart.Gord. & J.Jiménez Ram., 1990
- Dalechampia websteri Armbr., 1984
- Eugenia websteri Proctor, 1982
- Euphorbia gradyi V.W.Steinm. & Ram.-Roa, 1999
- Holographis websteri T.F.Daniel, 1986
- Manihot websteri D.J.Rogers & Appan, 1973
- Meineckia websteri Jean F.Brunel & J.P.Roux, 1982
- Mikania websteri H.Rob. & W.C.Holmes, 2002
- Phoradendron websteri Kuijt, 1996
- Phyllanthus gradyi M.J.Silva & M.F.Sales, 2006
- Phyllanthus websterianus Steyerm., 1958
- Pteris websteri A.R.Sm. & J.Prado, 2004